# Cadfael (série télévisée)
Pour le personnage, voir Frère Cadfael.
Cadfael est une série télévisée britannique en 13 épisodes de 75 minutes, créée d'après le personnage Frère Cadfael d'Ellis Peters et diffusée entre le 29 mai 1994 et le 28 décembre 1998 sur le réseau ITV1. En France, la série a été diffusée à partir de 1996 sur Canal+ et rediffusée à partir de juillet 2006 sur Paris Première.

## Synopsis
Cette série met en scène les enquêtes policières du célèbre moine-détective de l'abbaye de Shrewsbury à la lisière du Pays de Galles, au début du XIIe siècle.

## Distribution
- Derek Jacobi (VF : Jean-Pierre Leroux) : Frère Cadfael
- Sean Pertwee (VF : Robert Guilmard) : Hugh Beringar (1994)
- Eoin McCarthy (en) (VF : Emmanuel Jacomy) : Hugh Beringar (1995-1996)
- Anthony Green (en) (VF : Denis Boileau) : Hugh Beringar (1997)
- Peter Copley (en) (VF : René Bériard) : Abbé Herribert
- Terrence Hardiman (en) (VF : Pierre Hatet) puis (VF : Georges Lycan) : Abbé Radulfus
- Michael Culver (VF : Jacques Ciron) : Frère-prieur Robert
- Julian Firth (en) (VF : Pierre Tessier) : Frère Jérome
- Mark Charnock (en) (VF : Lionel Melet) : Frère Oswin
- Albie Woodington (VF : Patrick Messe) : Sergent Will Warden (1994-1996)

## Épisodes

### Première saison (1994)
1. Un cadavre de trop (One Corpse Too Many)
2. Le Moineau du sanctuaire (The Sanctuary Sparrow)
3. Le Lépreux de Saint-Gilles (The Leper of St Giles)
4. Le Capuchon du moine (Monk's Hood)

### Deuxième saison (1995-1996)
1. La Vierge dans la glace (The Virgin in the Ice)
2. L'Apprenti du diable (The Devil's Novice)
3. Trafic de reliques (A Morbid Taste for Bones)

### Troisième saison (1997)
1. Une rose pour loyer (The Rose Rent)
2. La Foire de Saint-Pierre (St. Peter's Fair)
3. Les Ailes du corbeau (The Raven in the Foregate)

### Quatrième saison (1998)
1. Le Saint voleur (The Holy Thief)
2. Le Champ du potier (The Potter Field)
3. Le Pèlerin de la haine (The Pilgrim of Hate)

## Commentaires
La série a été tournée en Hongrie, près de Budapest, puisque l'Abbaye de Shrewsbury n'existe plus et qu'il n'en reste que l'église. Six mois ont été nécessaires à la reconstitution de l'abbaye et de la ville de Shrewsbury.

## Produits dérivés

### DVD
- Cadfael - Saisons 1 et 2 (20 octobre 2004) ASIN B0002Z7SE4
- Cadfael - Saisons 3 et 4 (31 mars 2005) ASIN B0006FOOII
- Cadfael - L'intégrale (8 novembre 2006) ASIN B000GH2X0W